# Страшная месть
«Стра́шная месть» — повесть Николая Васильевича Гоголя, входящая в сборник «Вечера на хуторе близ Диканьки». Приблизительно датируется летом — началом осени 1831 года. В первом издании «Вечеров» «Страшная месть» дополнена подзаголовком, убранным в последующих переизданиях: «Старинная быль».
Стилистические особенности «Страшной мести» носят следы влияния фольклора, в особенности, восточно-славянского. Помимо думы, сочинённой Гоголем, о причитаниях, о песнях, написанных в подражание украинским народным песням, в повести много фольклорных образов, сравнений, эпитетов, в том числе известное описание Днепра: «Чуден Днепр при тихой погоде, когда вольно и плавно мчит сквозь леса и горы полные воды свои… Редкая птица долетит до середины Днепра. Пышный!»

## Сюжет

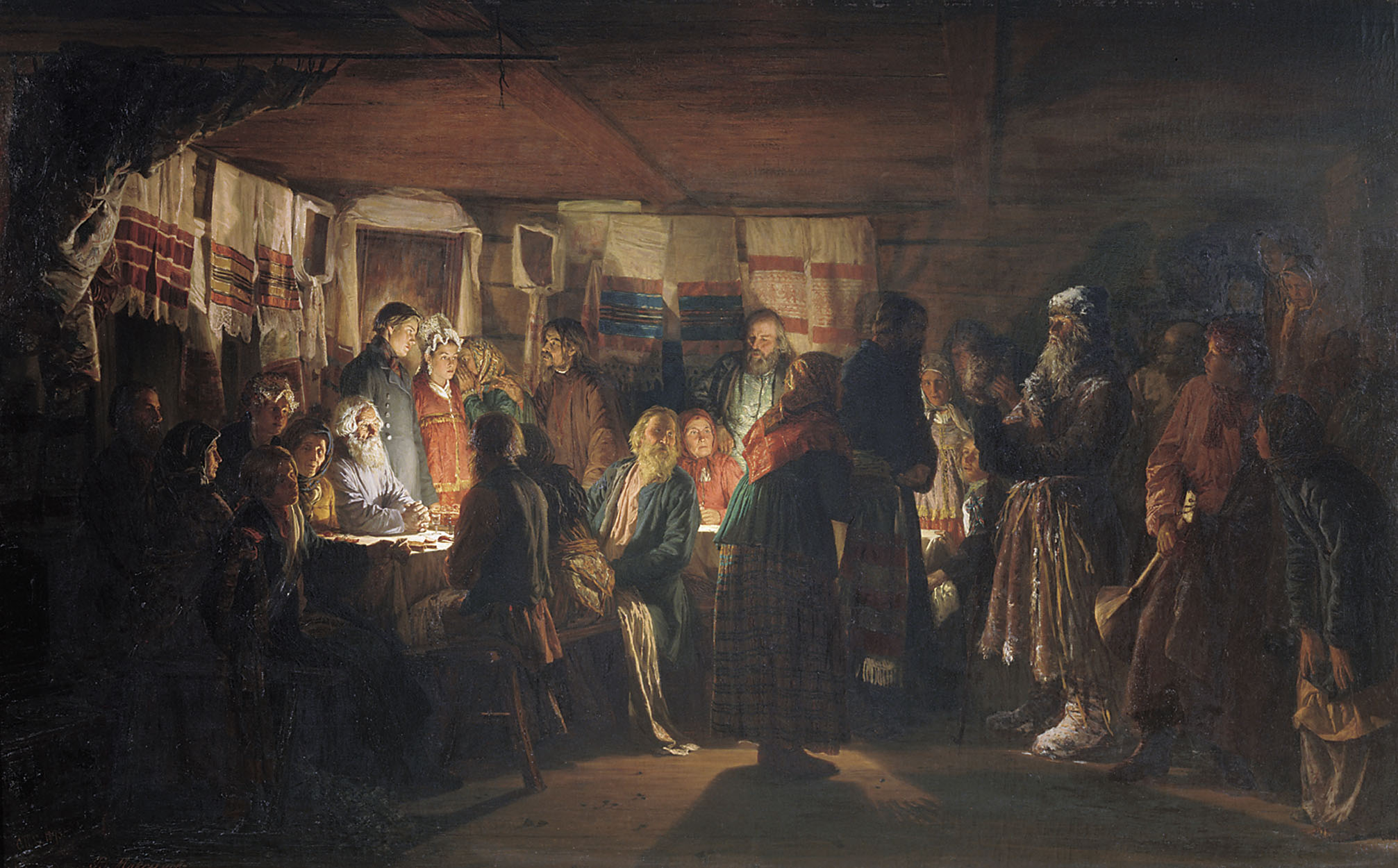
В. М. Максимов «Приход колдуна на крестьянскую свадьбу» (1875)

Во время свадьбы сына старый есаул Горобець выносит иконы, чтобы благословить ими молодых. Один из гостей казаков вдруг превращается в уродливого старика, отчего есаул догадывается, что перед ними колдун. С помощью икон нечестивца изгоняют.
Названым братом есаула был Данило Бурульбаш. К его жене Катерине неожиданно приезжает отец, которого она с детства не видела. Отец Катерины отказывается от обычной пищи и пьёт какую-то чёрную жидкость из своей бутылки. Позже Катерине снится, что колдун со свадьбы и есть её отец. Появляются зловещие предвестия: на старом заброшенном кладбище поднимаются мертвецы, своими мучительными воплями пугая живых людей.
За хутором стоит старый замок, пользующийся дурной славой. Заметив свет в его окне, Данило из любопытства вместе с казаком Стецьком забирается на высокий дуб и видит своего тестя за тёмным обрядом: он вызвал душу своей дочери. Во время совершения обряда он превращается в того самого уродливого старика. Данило понял, что сны его жены — правда. Вернувшись домой, Данило находит способ изловить колдуна, которого сажают в темницу. Уговорами колдуну удаётся убедить дочь выпустить его, после чего он исчезает.
Вскоре на хутор нападают ляхи. В бою Данило примечает своего тестя-колдуна, который метким выстрелом смертельно ранит Данилу. Катерине во сне является отец и требует выйти за него замуж. За отказ он убивает её сына. От пережитого потрясения Катерина сходит с ума. Накинувшись с ножом на пришлого в хутор, узнав в нём своего отца-колдуна, женщина сама становится его жертвой.
Под Киевом появилось чудное явление: стали видны Карпатские горы, а на одной из них всадник с закрытыми глазами. По дороге мчался на лошади колдун, пытаясь уйти от всадника. Явился он к схимнику в пещеру, чтобы тот отмолил грехи, но схимник, понимая, что эти грехи велики, отказывается, и колдун его убивает. Убегал колдун, но какую дорогу ни выбирал, приводила его к Карпатам и страшному всаднику, который схватил колдуна за шею и убил.
В конце повести становится известно от бандуриста, что конец истории про Данилу, Катерину и её отца-колдуна был предрешён. Давным-давно жили два брата-казака Иван и Петро. Король Степан предложил большую награду за поимку турецкого паши, который сам с десятью янычарами мог порубить целый полк. Более удачливый Иван получает награду и великодушно разделяет её с Петром. Петро же из зависти затаил на него злобу. Поехали Иван и Петро на жалованные королём земли, и, проезжая по горной тропе в Карпатах, столкнул Петро Ивана вместе с лошадью в пропасть. Иван же зацепился за сук и сумел удержать сына-младенца, которого вёз с собой. И стал Иван просить спасти хотя бы сына, но Петро скинул пикой в пропасть обоих.
После смерти Петра на Божьем суде Иван попросил, чтобы тому избрали казнь: последним в роду Петра должен оказаться злодей, каких не бывало прежде, чтобы за его прегрешения страдали и все предки его. А Иван, сидя на коне на самой высокой горе, повеселился бы, глядя на муки брата. Та мука для Петра будет самая страшная: ибо для человека нет большей муки, как хотеть, но не мочь отомстить. Так всё и свершилось, но и сам Иван должен теперь сидеть вечно на своём коне, глядя на муки брата, и пока он сидит на коне, не будет ему Царствия Небесного.

## Исторический контекст
Под именем короля Степана в повести выведена реальная историческая личность — Стефан Баторий, король польский и великий князь литовский. Именно Стефан Баторий дал запорожским казакам правильную организацию, позволил им выбирать гетмана и прочее начальство. В повести Иван получает в награду, кроме всего прочего, земли во владение, что подтверждается исторически: Стефан Баторий начал наделять казаков за службу землями; также как указано в повести Стефан Баторий вёл войну с Турцией.
Время действия истории Ивана и Петра (как предыстория к основному рассказу и объяснение основы всех событий) — это период правления Стефана Батория (правил в 1575-1586 гг), а время основного действия повести (история пана Данилы, его жены Катерины и её отца-колдуна) относится ко временам после гетмана Сагайдачного (жил в 1575-1622 гг). Временной промежуток между ними - не более 50 лет, что слишком мало для "дедов и прадедов" колдуна.

## Экранизации
- 1912  Российская империя — «Страшная месть» — утраченный немой художественный фильм в жанре драмы, поставленный Владиславом Старевичем.
- 1988  СССР — мультфильм «Страшная месть» режиссёра Михаила Титова[3][4].
- 2018  Россия — «Гоголь. Страшная месть» режиссёра Егора Баранова[5].